# إحصاء طبي
الإحصاء الطبي هو علم يطبق وسائل الإحصاء الحيوي في مجالات الطب والصحة، بما فيها الصحة العمومية والوبائيات والبحوث السريرية والطب الشرعي.

## المفاهيم الأساسية

### الإحصاء الوصفي
- الوقوع
- الانتشار
- معدل السراية

### تقدير نجاعة تدخل
- اختطار نسبي
- نسبة الأرجحية

### النظريات الإحصائية المستخدمة
- اختبار الفرضيات
- الانحدار (أو الميل)
- تحليل البقيا
- نماذج المخاطر التناسبية